# Cavendishia lactiviscida
Cavendishia lactiviscida är en ljungväxtart som beskrevs av J.L. Luteyn. Cavendishia lactiviscida ingår i släktet Cavendishia och familjen ljungväxter. Inga underarter finns listade i Catalogue of Life.